# Zlatník (přítok Kamenice)
Zlatník je levostranný přítok řeky Kamenice v okrese Jablonec nad Nisou v Libereckém kraji. Délka toku činí 8,4 km. Plocha povodí měří 15,9 km².

## Popis
Pramení ve dvou ramenech v lokalitě Počátky v Kořenově v okrese Jabonec nad Nisou. Pokračuje jihozápadně korytem v lese a po opuštění z lesa se stáčí k jihu. Zde ve Zlaté Olešnici se do něj vlévá jeden potok zprava. Pokračuje na jih přes ves, kde napájí dvě čtvercové nádrže a ve stejném místě se do něj vlévá jeden potok zprava a druhý zleva. Na jižním okraji lesa se stáčí opět na jihozápad a zleva se do něj vlévá Dračí potok a následně další tekoucí z lokality V Bahništi. Tvoří zde okraj lesa a v momentě, kdy se do lesa ponoří zcela, se do něj vlévá další potok zprava a po dalších asi 320 metrech další potok zprava. Zde začíná meandrovat. Teče hlubokým lesním údolím směrem k jihu pod vsí Lhotka. Před silnicí ze Stanového se do něj vlévá jeden potok zleva, za silnicí se na chvíli otočí k západu, aby v zákrutě k jihu přijmul další potok zleva. Následně pokračuje lesním údolím na západ a pod zříceninou hradu Návarov se vlévá do Kamenice. 

## Galerie

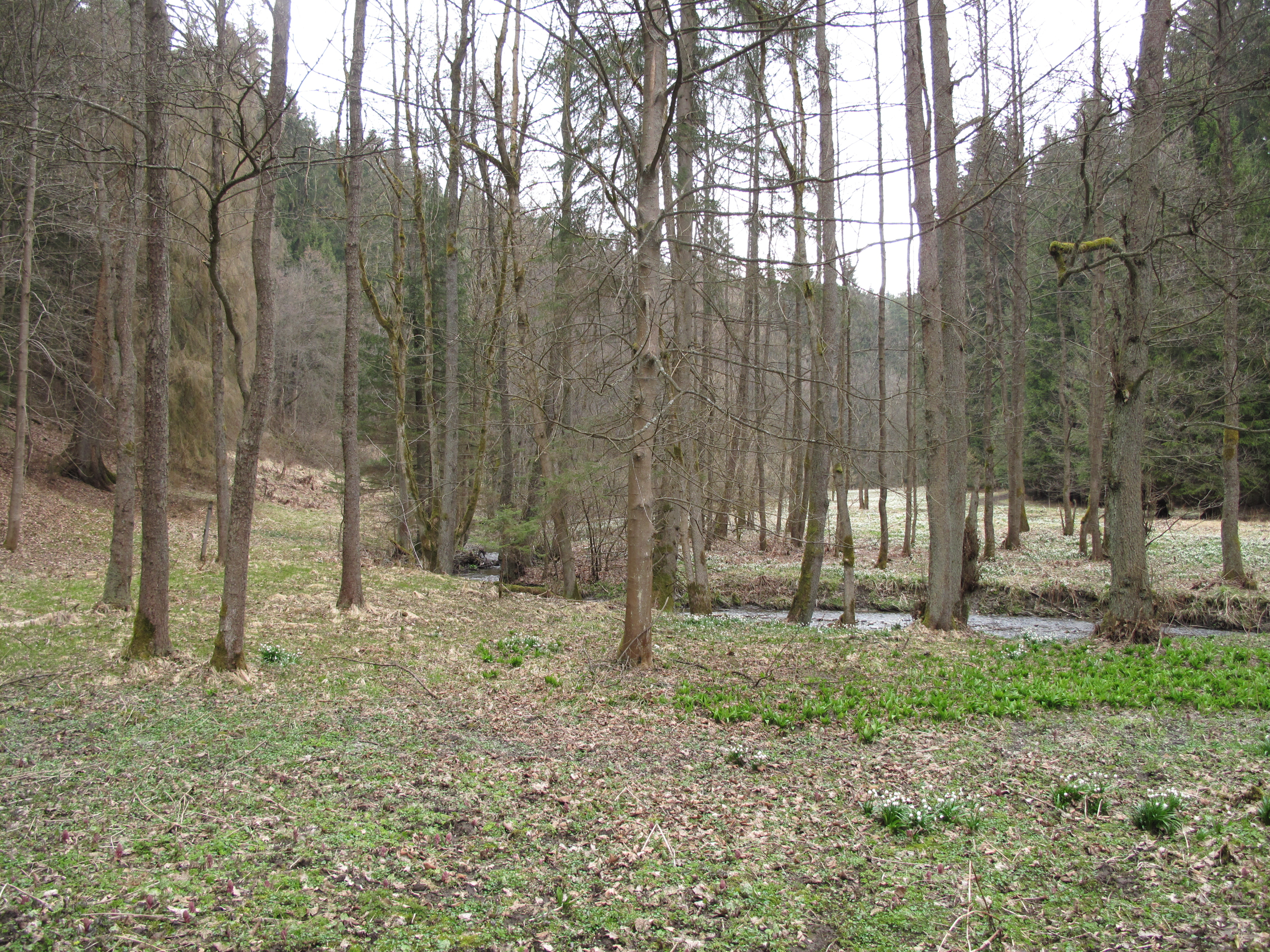
Údolí Zlatníku pod Lhotkou
- Video